# カール・フィリップ・エマヌエル・バッハ

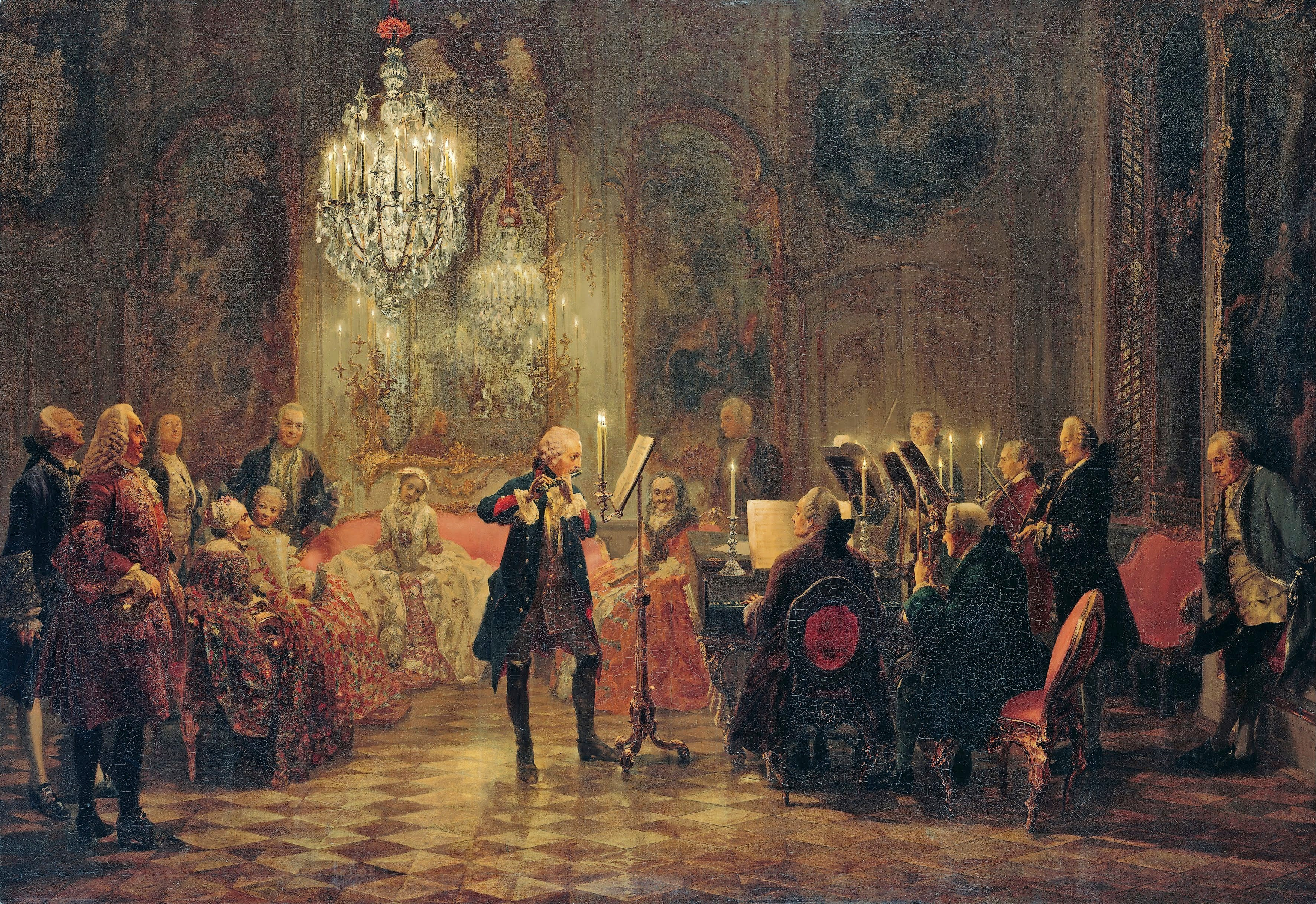
アドルフ・フォン・メンツェル作画の「無憂宮におけるフルート演奏」。1852年の歴史画であり、作者の想像に基づいている（実際の現場を忠実に模写したものでない）。中央で右向きに立ってフルートを吹いているのがフリードリヒ大王で、そのかたわらに（閲覧者に背を向けて）腰掛け、大王を横目に見ながらチェンバロで伴奏しているのがカール・フィリップ・エマヌエル

カール・フィリップ・エマヌエル・バッハ （Carl Philipp Emanuel Bach, 1714年3月8日 ヴァイマル - 1788年12月14日 ハンブルク）はドイツの作曲家。
音楽一族バッハ家の出身で、高名な音楽家ヨハン・ゼバスティアン・バッハが最初の妻マリア・バルバラともうけた次男。父よりも、父の友人ゲオルク・フィリップ・テレマンの作曲様式を受け継ぎ、ギャラント様式や多感様式を追究して、古典派音楽の基礎を築き、フランツ・ヨーゼフ・ハイドンやベートーヴェンにも影響を与えた。
生前は父のヨハン・ゼバスティアンよりも有名で、ヨハン・クリスティアンと同様に世俗的な成功を収めたが、本人は父の指導があったからこそ自分が成功することができたと訴え続けた。その意味においては、初期のバッハ神話を創り出した張本人であったと言える。
他のバッハ一族の作曲家と区別するために「ベルリンのバッハ」、「ハンブルクのバッハ」などとも呼ばれ、晩年は後に父の尊称となる「大バッハ」とも呼称された。

## 生涯
ヴァイマル出身。彼が生まれた時に名付け親となったのは、父の友人ゲオルク・フィリップ・テレマンであった。彼の名前にある「フィリップ」は、テレマンの名前にちなんだものである。1717年、家族と共にケーテンに移り、1723年には父のトーマスカントル就任とともにライプツィヒに転居した。10歳のとき、父親がカントルを務めるトマス教会附属学校（トーマスシューレ）に入学。1731年にライプツィヒ大学に進学した後、1734年にフランクフルト・アン・デア・オーダーのヴィアドリーナ大学（Alma Mater Viadrina）に転学し、1738年に法学で学位を取得するが、間もなく司法生としての行く手を断念し、音楽に献身しようと決心する。
それから数ヵ月後に、プロイセン王国の皇太子フリードリヒ（後のフリードリヒ2世）のルピーンの宮廷（ラインスベルク宮殿）にチェンバロ奏者として奉職し、1740年にフリードリヒ2世が国王に即位すると、ベルリンの宮廷楽団員に昇進した。この頃になるとヨーロッパでも最先端のクラヴィーア奏者のひとりとなっており、1731年にさかのぼる作曲活動も、お気に入りの鍵盤楽器のための、30曲のソナタや数々の小品が含まれるようになっていた。
作曲家としての名声は、それぞれフリードリヒ大王とヴュルテンベルク大公に献呈された、別々の2つのソナタ集によって打ち立てられた。1746年には王室楽団員の地位に昇り、それから22年の間、カール・ハインリヒ・グラウンやヨハン・ヨアヒム・クヴァンツ、ヨハン・ゴットリープ・ナウマンらと並んで、大王の寵愛を受け続けた。
ベルリン時代の代表作として、父親の影響を最も強くとどめた《マニフィカト》（1749年）のほか、《復活祭カンタータ》（1756年）、いくつかの《シンフォニア（交響曲）》や数々の協奏的作品、さらに3巻の歌曲集や、若干の世俗カンタータやその他の機会音楽を挙げることができる。
1767年に名付け親のテレマンが亡くなると、彼はフリードリヒ大王の制止を振り切り、1768年にハンブルクへ転出。ヨハネウム学院のカントル職を継ぐとともに、テレマンが楽長をしていた楽団の後任として新たに楽長となった（一説には、フリードリヒ大王のもとでの演奏活動に嫌気がさしたためとも伝えられる）。この機に、鍵盤楽器の門人で王妹アマーリアより宮廷楽長の称号を授与されている。ハンブルクでは、ヨハーネウム寄宿学校のカントルも兼務し、ベルリン時代よりもいっそう宗教音楽に注意を寄せるようになった。ハンブルク到着後にオラトリオ《荒野のイスラエルびと Die Israeliten in der Wüste》を完成させる。この作品は、そのすぐれた美しさのためだけでなく、フェリックス・メンデルスゾーンの《エリヤ》との類似点ゆえに知られている。1769年から没年の1788年まで20曲の受難曲や約70曲のカンタータのほか、連祷、モテットなどの宗教曲を手懸けた。また同時にハイドンの活動にも刺戟されて、器楽曲の奇才ぶりも発揮した。1788年にハンブルクにて逝去。フリードリヒ・ゴットリープ・クロプシュトックとヨハン・ヴィルヘルム・ルートヴィヒ・グライムが弔詞を書いた。また遺作の大部分はのちにゲオルク・ペルヒャウによって編集された。
カール・フィリップ・エマヌエル・バッハは、兄弟のなかでは誰よりも、父親バッハへの敬意と、バッハ家の音楽的・宗教的伝統への忠誠を、強く自覚し続けていたものの、いずれも夭折した二人の息子は、音楽家にならず、祖父と同じ名前を与えられた次男ヨハン・ゼバスティアン2世は、ローマで画家としての修行中に病に倒れて亡くなっている。したがって、カール・フィリップ・エマヌエル・バッハの直接の末裔は実在しない。
長い生涯を通じて、カール・フィリップ・エマヌエルはクラヴィーア演奏の巨匠であり続け、チェンバロよりも、むしろクラヴィコードとフォルテピアノに愛着を示した。おのずとクラヴィーア曲が多くなり、200曲近い独奏曲が遺された。鍵盤楽曲における代表作として、ベルリン時代には「変奏される反復部つきの mit veränderten Reprisen」小品（1760年 - 1768年）がある。いっぽう、ハンブルク時代の精華は、《専門家と愛好家のためのソナタ集・幻想曲集・ロンド集》（1779年から1787年にかけて6巻で分冊出版）である。彼の体系的かつ理論的なクラヴィーア教則本『正しいクラヴィーア奏法への試論 Versuch über die wahre Art das Clavier zu spielen』（第一部1753年、第二部1762年）によって、彼はヨーロッパの音楽理論家としても最前線に押し出されることとなり、ムツィオ・クレメンティやヨハン・バプティスト・クラーマーらの指導法の基礎にもなった。
ちなみにバッハの息子たちの中で唯一左利きであり、そのため弦楽器が不得手だったので、鍵盤楽器にひときわ愛着を示すことになったと言われている。
カタリーナ・ドロテーア、エリーザベト・ユリアーナ・フリーデリカ、ヨナンナ・カロリーナ、レギーナ・スザンナなどの姉妹の単身生活の経済的援助をしていたといわれているが、継母アンナ・マグダレーナ・バッハの困窮に対しては援助を行わなかった。

## 後世への遺産と音楽様式
カール・フィリップ・エマヌエル・バッハの整理番号は、1905年にベルギーの音楽学者アルフレッド・ヴォトケンヌ（Alfred Wotquenne）が作成したヴォトケンヌ番号(Wq)と、アメリカの音楽学者ユージン・ヘルム（Ernest Eugene Helm）が1989年に作成したヘルム番号(H)の二つが併用されている。
カール・フィリップ・エマヌエル・バッハは、18世紀後半を通じて非常に高く評価されていた。すでにヨハン・クリスティアン・バッハと近しい間柄にあったヴォルフガング・アマデウス・モーツァルトは、カール・フィリップ・エマヌエルについて「彼は父であり、われわれは子供だ」と言っている。実際、少年時代の1767年に習作として他の作曲家の鍵盤楽曲を編曲した一連のピアノ協奏曲の一つ「ピアノ協奏曲第3番 K.40」の終楽章は、カール・フィリップ・エマヌエルのチェンバロ独奏曲「ボヘミア人 La Boehmer」の編曲である。

ハイドンの訓練の中で最良の部分は、カール・フィリップ・エマヌエル作品の研究に負っている。ルートヴィヒ・ヴァン・ベートーヴェンは、カール・フィリップ・エマヌエルの天才に対して、とりわけ心のこもった評価と尊敬の念を示した。
カール・フィリップ・エマヌエルがこのような立場を勝ち得たのは、ひとえにそのクラヴィーア・ソナタによってであった。これらの作品は、ソナタ形式の歴史において重要な時期を画しており、様式においては透明で、表現においては繊細で甘く、楽曲構造の自由さと多種多様な着想ゆえに名高い。作品の内容は、創意に満ちているにもかかわらず、感情の幅はやや狭めである。とはいえ思考は実直であり、しかもフレージングは洗練されていて絶妙である。カール・フィリップ・エマヌエル・バッハは、和声の色彩感を独自の手法で用いた作曲家のひとりであり、いっぽう旋律の美しさと親しみやすさによって、聞き手に感動を与えることをつねに目標として意識していた。おそらくそのために前古典派の作曲家の中で重要な先駆者となりえたのである。
19世紀に入ると、カール・フィリップ・エマヌエル・バッハの名は無視されるようになった。たとえばロベルト・シューマンは、「創造的な音楽家として父親とは余りにも格が違いすぎる」と述べている。しかしながらヨハネス・ブラームスは高い評価を惜しまず、いくつかの作品を校訂してさえいる。今日では、《フルート協奏曲ニ短調》Wq.22や、《チェンバロ協奏曲ト長調》Wq.3、《同ニ長調》Wq.11のほか、《専門家と愛好家のためのソナタ集》、オラトリオ《荒野のイスラエルびと》《イエスの復活と昇天 Die Auferstehung und Himmelfahrt Jesu 》Wq.240といった作品が再評価されるに至っている。鍵盤楽曲では、《ソルフェッジェットハ短調 Solfeggietto》Wq. 117-2がピアノの練習曲として広く演奏される。
2005年にカール・フィリップ・エマヌエル・バッハ全集（Carl Philipp Emanuel Bach: The Complete Works）が創刊され、クリストファー・ホグウッドの監修のもと、2014年の完成を目標に企画が進められている。

### バッハの偽作のフルート・ソナタ
大バッハのフルート・ソナタのうち、《ト短調》BWV.1020と（有名なシチリアーナのある）《変ホ長調》BWV.1031の2つは、明らかにギャラント様式が見て取れることから、偽作説が濃厚であり、真の作者として、しばしば成人前のカール・フィリップ・エマヌエルの名が持ち出される。つまり、父バッハの監督のもとでカール青年がこの2曲を作曲し、父親に手直ししてもらったものが父親の作品に紛れ込み、後世の混乱のもととなったというのである。しかしながら、バッハ研究者からのこのような推測に対して、カール・フィリップ・エマヌエルの研究者からは、やはりカールの初期作品とも様式的な相違点が認められることが指摘されている。
双方の言い分を折衷するかたちで新たに提出された推論は、これらの作品が（息子たちも含む）バッハの弟子によって、同時代の、たとえばクヴァンツのフルート・ソナタを手本に新たに作曲したものか、あるいはトリオ・ソナタのような原曲がすでにあってそれをデュオ・ソナタに編曲したもののいずれかであろう、そしていずれにせよバッハが弟子たちの仕事に手を入れてやったものが「バッハ作」として伝わったに違いない、とするものである。

### 楽器について
カール・フィリップ・エマヌエル・バッハが演奏に使用したのは、当時の著名な鍵盤楽器製作者、ゴットフリート・ジルバーマンが作ったクラヴィコードとフォルテピアノであった。1749年製のジルバーマンの楽器は、古楽器奏者で研究者であるマルコム・ビルソンのために、ピアノ製作者ポール・マクナルティによって2020年に複製されている。

## 作品

### 交響曲

#### 管弦楽のための交響曲
- 交響曲ハ長調 Wq.174（1755）
- 交響曲ヘ長調 Wq.175（1755）
- 交響曲ニ長調 Wq.176（1755）
- 交響曲ホ短調 Wq.178（1756）
- 交響曲変ホ長調 Wq.179（1757）
- 交響曲ト長調 Wq.180（1758）
- 交響曲ヘ長調 Wq.181（1762）
- 交響曲ニ長調 Wq.183-1（1776）
- 交響曲変ホ長調 Wq.183-2（1776）
- 交響曲ヘ長調 Wq.183-3（1776）
- 交響曲ト長調 Wq.183-4（1776）

#### 弦楽のための交響曲
- 弦楽のための交響曲ト長調 Wq.173（1741）
- 弦楽のための交響曲ホ短調 Wq.177（1756＝Wq.178の弦楽バージョン）
- 弦楽のための交響曲ト長調 Wq.182-1（1773）
- 弦楽のための交響曲変ロ長調 Wq.182-2（1773）
- 弦楽のための交響曲ハ長調 Wq.182-3（1773）
- 弦楽のための交響曲イ長調 Wq.182-4（1773）
- 弦楽のための交響曲ロ短調 Wq.182-5（1773）
- 弦楽のための交響曲ホ長調 Wq.182-6（1773）

### 協奏曲
- オーボエ協奏曲変ロ長調 Wq.164（1765）
- オーボエ協奏曲変ホ長調 Wq.165（1765）
- チェロ協奏曲イ短調 Wq.170（フルート・ヴァージョン Wq.166、チェンバロ・ヴァージョン Wq.26）（1750？）
- チェロ協奏曲変ロ長調 Wq.171（フルート・ヴァージョン Wq.167、チェンバロ・ヴァージョン Wq.28）（1751？）
- チェロ協奏曲イ長調 Wq.172（フルート・ヴァージョン Wq.168、チェンバロ・ヴァージョン Wq.29）（1753？）
- チェンバロとピアノのための二重協奏曲変ホ長調 Wq.47（1788）

### 独奏曲
- クラヴィーア・ソナタイ短調 Wq.49-1 『ヴュルテンベルク第１番』（1743）
- クラヴィーア・ソナタ変イ長調 Wq.49-2 『ヴュルテンベルク第２番』（1743）
- クラヴィーア・ソナタホ短調 Wq.49-3 『ヴュルテンベルク第３番』（1743）
- クラヴィーア・ソナタ変ロ長調 Wq.49-4 『ヴュルテンベルク第４番』（1743）
- クラヴィーア・ソナタ変ホ長調 Wq.49-5 『ヴュルテンベルク第５番』（1743）
- クラヴィーア・ソナタロ短調 Wq.49-6 『ヴュルテンベルク第６番』（1743）
- ハープ・ソナタト長調 Wq.139（1762）

### 声楽曲
- マニフィカト　ニ長調 Wq.215,H.772（1749）
- オラトリオ『荒野のイスラエル人』 Wq.238,H.775（1769）